# Laurent Mignon
Pour les articles homonymes, voir Mignon.
Laurent Mignon, né le 28 décembre 1963 à Paris, est un banquier d'affaires et actuel président du directoire de Wendel. 

## Biographie
Laurent Mignon est né le 28 décembre 1963 à Paris,. Il est diplômé d'HEC Paris en 1986 et du Stanford Executive Program.
De 1986 à 1996, il travaille à la Banque Indosuez, dans les activités de marché puis de banque d’investissement et de financement. En 1996, il rejoint Schroders à Londres, puis les AGF (Assurances Générales de France) en 1997 comme directeur financier.  
Il est nommé membre du Comité exécutif en 1998, directeur général adjoint chargé de la Banque AGF, d’AGF Asset Management et d’AGF Immobilier en 2002, puis directeur général délégué chargé du pôle Vie et services financiers et de l’assurance-crédit en 2003. 
En 2006, il est nommé Directeur Général et Président du Comité exécutif. 
De mi-2007 à 2009, il était associé gérant de Oddo & Cie.
Directeur général de Natixis depuis 2009, il prend la tête de la BPCE le 1er juin 2018, succédant à François Pérol, démissionnaire.
Il est nommé le 1er septembre 2022, président de la Fédération bancaire française (FBF),.
Le 19 septembre 2022, son départ de BPCE est annoncé. Il est en effet nommé à la présidence du directoire de Wendel. Il succède à André François-Poncet, avec prise de fonction le 2 décembre 2022.
Il est administrateur de LVMH depuis 2023.